# Бжезінкі (Опольське воєводство)
Бжезінкі (пол. Brzezinki, нім. Bürgsdorf) — село в Польщі, у гміні Волчин Ключборського повіту Опольського воєводства.
Населення — 386 осіб (2011).

## Демографія
Демографічна структура станом на 31 березня 2011 року:
|          | Загалом | Допрацездатний вік | Працездатний вік | Постпрацездатний вік |
| -------- | ------- | ------------------ | ---------------- | -------------------- |
| Чоловіки | 198     | 40                 | 136              | 22                   |
| Жінки    | 188     | 36                 | 108              | 44                   |
| Разом    | 386     | 76                 | 244              | 66                   |